# كأس الاتحاد الأوروبي 1980–81
كأس الاتحاد الأوروبي 1980–81 (بالإنجليزية: 1980–81 UEFA Cup)‏ هو الموسم العاشر من بطولة كأس الاتحاد الأوروبي. أقيم بمشاركة 64 فريقاً.
حقق إيبسويتش تاون الإنجليزي لقب البطولة للمرة الأولى في تاريخه بعد فوزه في النهائي على ايه زد ألكمار الهولندي بنتيجة 5-4 في مجموع المباراتين.